# Ekonomický výkon
Ekonomický výkon {\displaystyle P_{opt}} je výkon, při kterém má stroj nebo zařízení nejvyšší účinnost. 